# Laguna Mapacocha (Iquitos)
La laguna Mapacocha o laguna Santo Tomás es un cuerpo de agua ubicado en las afueras de la ciudad de Iquitos, desemboca en el río Nanay. Se encuentra en el distrito de San Juan Bautista, provincia de Maynas, en el centro del departamento de Loreto.

## Descripción

### Uso humano
En sus orillas esta el balneario Santo Tomás, en las afueras de Iquitos Metropolitano. En la laguna cohabitan comunidades de la tribu amerindia cocama, que utilizan al cuerpo de agua como medio de alimentación y transporte hacia Santo Tomás donde venden sus souvenir a los turistas.
Como parte del balneario, en la superficie de Mapacocha se encuentran balsas y la práctica de la pesca deportiva, la laguna también experimentó una creciente contaminación por la presencia humana.

### Diversidad
Mapacocha es la laguna más grande de otras tres menores en los alrededores de Santo Tomás, dichos cuerpos de agua son abundantes en la presencia de peces para alimento y peces ornamentales.